# Alice Greczyn
Alice Hannah Meiqui Greczyn (Walnut Creek, 6 febbraio 1986) è un'attrice e modella statunitense.

## Biografia
Alice Greczyn è nata a Walnut Creek. È la più grande di cinque figli; da piccola ha gareggiato nel pattinaggio di figura. Ha studiato a casa fino all'età di 16 anni, quando ha iniziato a prendere lezioni al Front Range Community College. Compiuti i 18 anni si è trasferita in California per intraprendere la carriera da modella. La Greczyn ha origine europea e asiatica.

## Carriera
Alice Greczyn Ha iniziato la sua carriera con un ruolo nel film Sleepover. Successivamente è apparsa come personaggio ricorrente nella serie tv della Fox Give Me Five, e ha interpretato Sage Lund nella serie tv Lincoln Heights.
Nel 2011 è stata una modella per la linea denim e occhiali di Victoria Beckham.
È inoltre apparsa in tre episodi della serie ABC Family Make It or Break It, nel ruolo di un personaggio alle prese con l'anoressia. Ha quindi interpretato il ruolo di Madeline Rybak in The Lying Game.

## Filmografia

### Cinema
- Sleepover, regia di Joe Nussbaum (2004)
- Il mio grasso grosso amico Albert (Fat Albert), regia di Joel Zwick (2004)
- Hazzard (The Dukes of Hazzard), regia di Jay Chandrasekhar (2005)
- Shrooms - trip senza ritorno (Shrooms), regia di Paddy Breathnach (2007)
- House of Fears, regia di Ryan Little (2007)
- Un americano in cina (An American in China), regia di Ron Berrett (2008)
- Exit speed, regia di Scott Ziehl (2008)
- Sex Movie in 4D (Sex drive), regia di Sean Anders (2008)

### Televisione
- Phil dal futuro (Phil of the Future) - serie TV, episodio 1x16 (2004)
- Give Me Five (Quintuplets) - serie TV, 6 episodi (2004-2005)
- Windfall - serie TV, 13 episodi (2006)
- CSI: Miami - serie TV, episodio 5x20 (2007)
- Moonlight - serie TV, episodio 1x10 (2007)
- Lincoln Heights - serie TV, 23 episodi (2007-2009)
- Privileged - serie TV, 8 episodi (2008-2009)
- Make It or Break It - Giovani campionesse (Make It or Break It) - serie TV, episodi 2x11-2x12-2x13 (2011)
- The Lying Game - serie TV, 30 episodi (2011-2013)
- Febbre d'amore (The Young and the Restless) - serial TV, 11 puntate (2015)
- Major Crimes - serie TV, episodi 6x06-6x07 (2017)